# Porte Saint-Pierre (Château-Thierry)
La porte Saint-Pierre, de la fin XIIIe siècle, est un vestige du rempart urbain qui entourait le bourg fortifié, qui se dresse sur la commune de Château-Thierry dans le département de l'Aisne en région Hauts-de-France.
La porte fait l'objet d'un classement au titre des monuments historiques par arrêté du 12 juillet 1886.

## Situation
La porte Saint-Pierre est située dans le département français de l'Aisne sur la commune de Château-Thierry, au nord-est du bourg.

## Description
La porte Saint-Pierre, de la fin XIIIe siècle, s'ouvre, du côté du plateau, entre deux grosses tours semi-cylindriques.

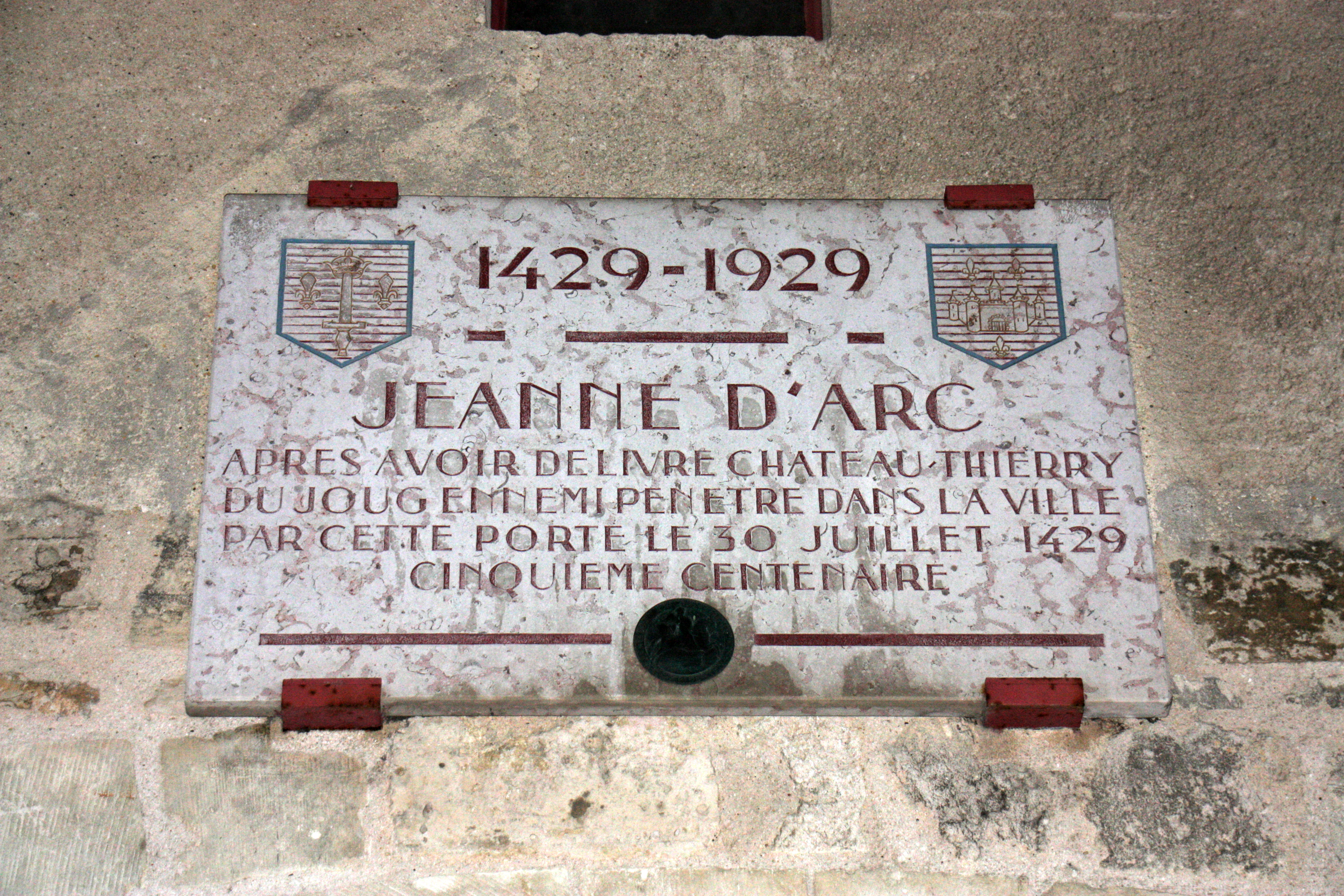
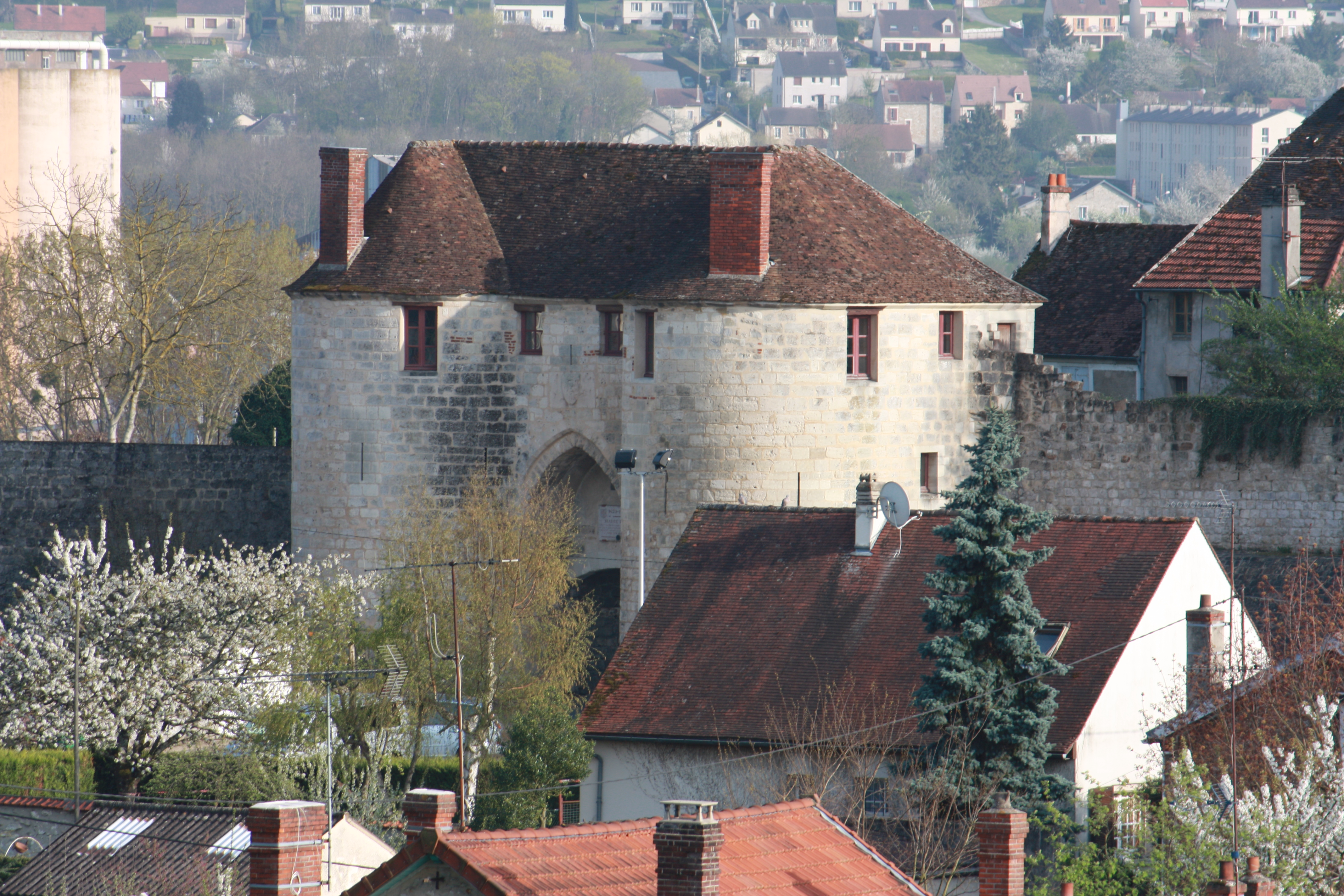